# Walther Graef (Politiker, 1875)
Walther Karl Theodor Graef (* 27. Juli 1875 in Bertikow; † 1939) war ein deutscher Verleger und Politiker (Deutschkonservative Partei, DNVP).

## Leben
Walther Graef wurde als Sohn eines Rittergutsbesitzers geboren. Nach dem Besuch des Gymnasiums in Prenzlau absolvierte er zunächst eine kaufmännische Lehre in einer Stettiner Großhandlung. Im Anschluss studierte er Staatswissenschaften an den Universitäten in Heidelberg und Berlin. Während seines Studiums wurde er Mitglied beim Verein Deutscher Studenten Heidelberg. Von 1899 bis 1909 arbeitete er als Redakteur in Hamburg, Prenzlau und Anklam. 1910 übernahm er die Leitung einer Druckerei und eines Zeitungsverlages in Anklam, 1917 die Leitung eines Zeitungsverlages in Ueckermünde. Darüber hinaus war er Vorstandsmitglied des Vereins der Deutschen Zeitungsverleger.
Für die Deutschkonservative Partei war Graef von 1913 bis 1918 Mitglied des Preußischen Abgeordnetenhauses als Abgeordneter des Wahlkreises Stettin 1 (Demmin - Anklam - Usedom). 1917 und 1918 war er Schriftführer des Abgeordnetenhauses. Nach der Novemberrevolution trat er in die DNVP ein. Von 1919 bis 1921 war er Abgeordneter der Preußischen Landesversammlung und von 1921 bis 1932 Abgeordneter des Preußischen Landtages. Dort war er stellvertretender Vorsitzender der DNVP-Fraktion, die er am 23. Januar 1932 verließ. Bis zu seinem Ausscheiden aus dem Parlament blieb er fraktionslos.